# Solidus Snake
Solidus Snake è un personaggio della serie di videogiochi Metal Gear ideata da Hideo Kojima. Antagonista principale nel videogioco Metal Gear Solid 2: Sons of Liberty, è menzionato per la prima volta da Ocelot, con lui al telefono nel finale di Metal Gear Solid, dove Solidus riveste l'incarico di presidente degli Stati Uniti d'America. Il suo nome pubblico al tempo della presidenza, ripetutamente menzionato in Metal Gear Solid 2, era George Sears.

## La storia
Solidus Snake è il terzo figlio di Big Boss, del quale è un clone perfetto. Nel finale di Metal Gear Solid (quello con Meryl) si scopre che è il 43º presidente degli USA. Come i suoi due fratelli, Solid Snake e Liquid Snake, Solidus sembra essere affetto da una forma cronica ed irreversibile di patologia dell'invecchiamento precoce, ma più potente in quanto, pur essendo giovane come i suoi fratelli, è visibilmente più anziano nonostante gli vengano attribuiti 37 anni nel contesto temporale dell'ambientazione in cui si svolgono le vicende di Metal Gear Solid 2.
Benché abbia anche lui, come gli altri fratelli e lo stesso Big Boss, il desiderio di verità e chiarimenti, compie le sue mosse dopo aver lasciato la carica da presidente. Questa scelta è dovuta al fatto che i Patriots sono i veri padroni del governo degli Stati Uniti e che, qualunque cosa facesse, i suoi ordini venivano "interrotti/modificati". Per questa ragione compie un atto terroristico sulla Big Shell per ottenere dal successore della carica che ha ricoperto una password per accedere all'Arsenal Gear, una struttura che contiene circa trenta missili nucleari; all'interno del Arsenal vengono prodotti anche dei Metal Gear RAY.
In realtà il vero scopo di Solidus era scoprire la lista dei componenti dei Patriots: non a caso questo Metal Gear riesce ad assimilare ogni forma di informazione elettronica che circola, elaborarla e restituirla in maniera "politically correct" per i Patriots.
Sul passato di Solidus si sa pochissimo e molti aspetti nella linea cronologica della saga non sono ancora chiari.
Egli muore il 30 aprile nei pressi della Federal Hall a New York davanti al monumento di George Washington, per mano di Raiden, suo "figlio adottivo".
Nonostante la morte, in Metal Gear Solid 4: Guns of the Patriots appare sotto forma di cadavere tenuto in vita. Infatti si credeva che fosse in realtà Big Boss (visto che, a differenza di Solid e Liquid, Solidus era la copia esatta di Big Boss) ed era indispensabile per il controllo di GW (l'IA dell'Arsenal Gear e parte importante del controllo informazioni dei Patriot).
Una volta usato per lo sblocco di GW, muore definitivamente per mano di Liquid Ocelot che getta il corpo martirizzato nelle fiamme.